# Суперіор (Пропонований штат США)
Суперіор — пропонований «51 штат», названий на честь озера Верхнє. Деякі пропозиції також включають територію з північного Нижнього півострова, північного Вісконсіна та навіть Міннесоти. Пропозиції стимулюються культурними відмінностями, географічним відділенням від Нижнього Мічигану та переконанням, що проблеми півострова ігноруються урядом Мічигану. Ідея в деякий час привертала серйозну увагу, але стикається із значними практичними перешкодами.